# عبد الرحمن رأفت
عبد الرحمن رأفت زكي لاعب كرة قدم قطري من أصول مصرية ولد في (8 سبتمبر 2002) ، يلعب لصالح نادي أم صلال في دوري نجوم قطر .

## روابط خارجية
- عبد الرحمن رأفت على موقع قاعدة بيانات كرة القدم.إي يو (الإنجليزية)
- عبد الرحمن رأفت على موقع Soccerway.com (الإنجليزية)